# Novela bélica
Una novela bélica o novela de guerra es una novela en la cual la acción principal transcurre en un campo de combate, o en un ámbito doméstico (o frente doméstico) en el cual los personajes están preocupados con los preparativos para o las consecuencias de la guerra. A veces el género es denominado ficción militar.

## Historia de las novelas sobre la guerra

### Orígenes
Las raíces de la novela bélica se encuentran en la poesía épica de los períodos clásico y medieval, especialmente la Ilíada de Homero, la Eneida de Virgilio, Beowulf saga en inglés antiguo, y diferentes versiones de las leyendas del Rey Arturo. Todas ,estas épicas tenían por objetivo preservar la historia o mitología de conflictos entre sociedades distintas, al brindar una narración comprensible que permitiera reforzar la memoria colectiva del pueblo. Otras influencias importantes sobre la novela de guerra son las tragedias de dramaturgos tales como Eurípides, Séneca el Joven, Christopher Marlowe, y Shakespeare. La obra Enrique V de Shakespeare fue un modelo de como la historia, las tácticas, y la ética de la guerra pueden ser combinadas en un esquema esencialmente de ficción. Los romances y sátiras de comienzos de la Edad Moderna-- tales como The Faerie Queene de Edmund Spenser y el Don Quijote de Miguel de Cervantes, por solo nombrar dos de las muchas obras que contienen elementos de heroísmo militar y temas que influyeron en el desarrollo posterior de novelas sobre temas bélicos. En lo que respecta a imaginería y simbolismo, numerosas novelas de guerra modernas (especialmente aquellas que presentan un punto de vista opuesto a la guerra) poseen su base en el relato del Infierno del Dante en la Divina Comedia, el relato de la guerra en el Paraíso en John Milton, y el Apocalipsis tal como se lo relata en La Biblia.

## Segunda Guerra Mundial
La Segunda Guerra Mundial dio lugar a un nuevo auge de las novelas de guerra contemporáneas. A diferencia de las novelas de la Primera Guerra Mundial, un género dominado por Europa, las novelas de la Segunda Guerra Mundial fueron producidas en mayor número por escritores estadounidenses, que se ocuparon de la guerra en el aire, en el mar y en teatros clave como el Océano Pacífico y Asia como parte integral de la novela de guerra. Entre las novelas de guerra estadounidenses de más éxito se encuentran El motín del Caine de Herman Wouk, De aquí a la eternidad de James Jones, y Por quién doblan las campanas de Hemigway, esta última enmarcada en la guerra civil española. Entre las novelas europeas más recientes se encuentra "Ucrania - En tiempos de guerra", de Sonia Campbell-Gillies, que ha experimentado un repentino interés desde la anexión de Crimea por Rusia. La historia devastada por la guerra de Ucrania se refleja en la lucha por la supervivencia, la libertad y la independencia de un niño durante la guerra. La literatura ucraniana es escasa desde que el idioma ucraniano fue prohibido durante la ocupación por varias fuerzas.
La novela de Jean-Paul Sartre La muerte en el alma (1949) (originalmente traducida como Hierro en el Alma), la tercera parte de la trilogía Les chemins de la liberté , "Los Caminos de la Libertad", describe la caída de Francia en 1940, y los sentimientos angustiados de un grupo de franceses cuya apatía anterior a la guerra da paso a la conciencia de la dignidad de la resistencia individual - a la ocupación alemana y al destino en general - y la solidaridad con personas igualmente oprimidas. El volumen anterior Le sursis (1945), explora las ramificaciones del pacto de apaciguamiento que Gran Bretaña y Francia firmaron con la Alemania nazi en 1938. Otra novela de guerra francesa significativo es Puente sobre el río Kwai (1952) de Pierre Boulle. Boulle se desempeñó como agente secreto con el nombre de Peter John Rule y ayudó al movimiento de resistencia en China, Birmania e Indochina francesa. La guerra es un tema constante y central de Claude Simon (1913-2005), el novelista francés y premio Nobel de Literatura de 1985: "Está presente de una forma u otra en casi todas las obras publicadas de Simon", Simon a menudo contrasta las experiencias de varios individuos de diferentes conflictos históricos en una sola novela; Primera Guerra Mundial y Segunda Guerra Mundial en L'Acacia (que también tiene en cuenta el impacto de la guerra en las viudas de los soldados); las Guerras Revolucionarias Francesas y la Segunda Guerra Mundial en Les Géorgiques ". Sirvió en la caballería en 1940 e incluso participó en un ataque a caballo contra tanques. "La mejor de todas esas novelas es aquella en la que su propia breve experiencia de la guerra se utiliza con tremendo efecto: La Route Des Flandres ( La Ruta de Flandes, 1960) [...] Allí, la guerra se convierte en una metáfora demasiado adecuada para la condición humana en general, ya que las formas y protocolos del orden social se disuelven en un caos asesino '".

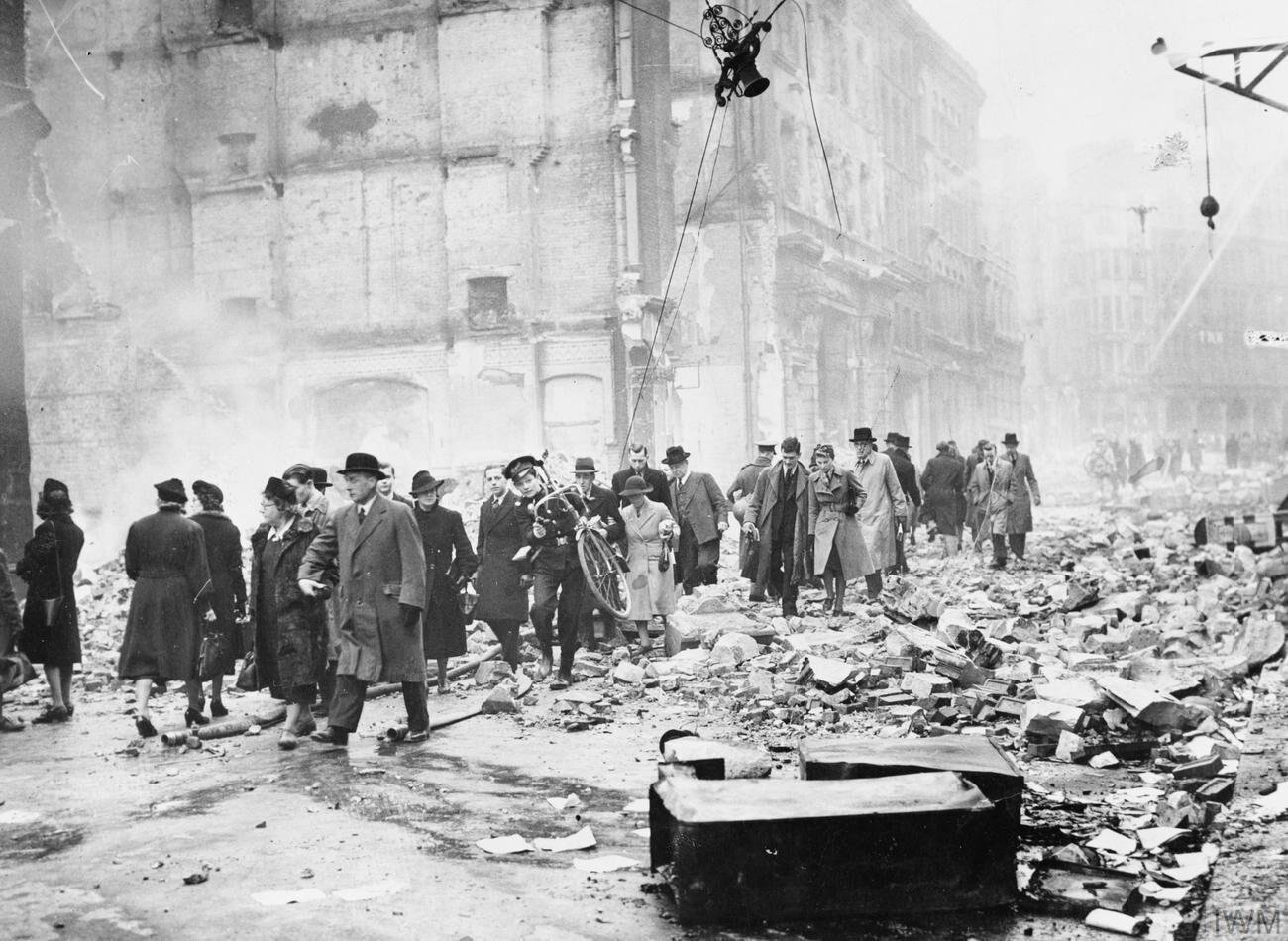
Daños con bombas en Londres, Inglaterra durante la Segunda Guerra Mundial.

El bombardeo de Londres en 1940-1 es el tema de tres novelas británicas publicadas en 1943; El ministerio del miedo de Graham Green, No Direction de James Hanley y Atrapados de Henry Green. El final de la aventura (1951) de Green se desarrolla principalmente durante el período de las bombas voladoras en Londres de 1944. Según Bernard Bergonzi "durante la guerra, la forma preferida de nueva ficción para los nuevos escritores de ficción [en Gran Bretaña] fue el cuento ". Aunque la novela histórica de John Cowper Powys Owen Glendower se sitúa en el siglo XV. Existen paralelismos históricos entre principios del siglo XV y finales de la década de 1930 y principios de la década de 1940: "Un sentido de contemporaneidad está siempre presente en Owen Glendower. Estamos en un mundo de cambios como el nuestro". La novela se concibió en un momento en que la "Guerra Civil española" era un tema importante de debate público y se completó el 24 de diciembre de 1939, pocos meses después de que comenzara la Segunda Guerra Mundial. En el prefacio que precedió a la primera edición (estadounidense) de 1941, Powys comenta "el comienzo del siglo XV […] fue el comienzo de una de las épocas más resplandecientes de transición experimentadas por el mundo". Esto fue escrito en mayo de 1940, y " no puede haber duda" de que los lectores de la novela habrían "registrado la conexión entre las acciones del libro y los eventos de su propio mundo ".
Los vientos fueron favorables para Francia  es una novela de 1944 de H. E. Bates, que trata sobre un piloto de un bombardero Wellington, que se lastima gravemente el brazo cuando derriba su avión en la Francia ocupada por los alemanes en el apogeo de la Segunda Guerra Mundial. Finalmente, él y su tripulación emprenden el peligroso viaje de regreso a Gran Bretaña en bote de remos, bicicleta y tren. Bates fue comisionado en la Royal Air Force (RAF) únicamente para escribir historias cortas, porque el Ministerio del Aire se dio cuenta de que la población estaba menos preocupada por los hechos y cifras sobre la guerra que por leer sobre quienes la combatían.
Put Out More Flags (1942), del novelista británico Evelyn Waugh, está ambientada durante la "Guerra falsa", siguiendo las actividades de guerra de personajes introducidos en sus primeras novelas satíricas, y El soldado desconocido (1954) del novelista finlandés Väinö Linna, la Guerra de Continuación entre Finlandia y la Unión Soviética expresando el punto de vista de los soldados finlandeses comunes. La trilogía Sword of Honor de Waugh, Hombres de armas (1952), Oficiales y caballeros (1955) y Rendición incondicional (1961), son vagamente paralelas a las experiencias de Waugh en la Segunda Guerra Mundial. Waugh recibió el premio James Tait Black Memorial por  Men at Arms de 1952.
El calor del día (1948) de Elizabeth Bowen es otra novela de guerra. Sin embargo, aunque los eventos ocurren principalmente durante la Segunda Guerra Mundial, la violencia de la guerra generalmente está ausente de la narración: "dos años después del Blitz, los londinenses, que ya no estaban traumatizados por las incursiones nocturnas, se estaban aclimatando a la ruina". Más que un período de destrucción material, la guerra funciona como una circunstancia que altera la normalidad en la vida de las personas. Stella le confiesa a Robert: "' somos amigos de las circunstancias ... la guerra, este aislamiento, esta atmósfera en la que todo transcurre y no se dice nada". Sin embargo, hay algunos pasajes aislados que tratan de los bombardeos de Londres.

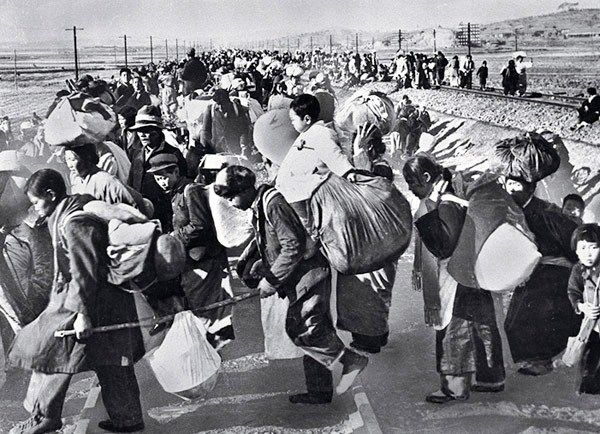
Refugiados surcoreanos a mediados de 1950.

Obras estadounidenses más experimentales y no convencionales en el período posterior a la guerra incluyen la satírica Catch-22 de Joseph Heller y La gravedad del arco iris de Thomas Pynchon, un ejemplo temprano de la posmodernidad. The Naked and the Dead de Norman Mailer, The Young Lions de Irwin Shaw y La delgada línea roja de James Jones exploran la naturaleza personal de la guerra en el contexto de un combate intenso.
El paciente inglés es una novela del novelista canadiense Michael Ondaatje, ganadora del premio Booker en 1992. El libro sigue a cuatro personas diferentes reunidas en una villa italiana durante la Campaña italiana de la Segunda Guerra Mundial. Los cuatro personajes principales son: un hombre quemado irreconociblemente, el paciente titular, que se presume es inglés; su enfermera del ejército canadiense, un zapador del ejército británico sij y un ladrón canadiense. La historia ocurre durante la Campaña del Norte de África y trata sobre las revelaciones incrementales de las acciones del paciente antes de sus lesiones y los efectos emocionales de estas revelaciones en los otros personajes.
Las décadas posteriores al período de la Segunda Guerra Mundial también vieron el surgimiento de otros tipos de novelas de guerra. Uno de ellos es la novela sobre el Holocausto, de los cuales El segundo pergamino del canadiense A.M. Klein, Si esto es un hombre y Si no es ahora, cuando? del  italiano Primo Levi y La decisión de Sophie del norteamericano William Styron son ejemplos clave. Otra es la novela de internamiento o persecución (fuera del Holocausto), en la que los personajes se encuentran encarcelados o privados de sus derechos civiles como consecuencia directa de la guerra. Un ejemplo es Obasan de Joy Kogawa, que trata sobre la deportación y el internamiento de sus ciudadanos de ascendencia japonesa por parte de Canadá durante la Segunda Guerra Mundial. Una vez más, la historia de vida de un niño ucraniano que al principio es internado en un campo de trabajo y luego es reclutado para luchar por Rusia se describe en UCRANIA - En tiempos de guerra, de Sonia Campbell-Gillies es una novela histórica inusual que se ocupa de la vida de los niños durante ese período de guerra.
Casi inmediatamente después de la Segunda Guerra Mundial se produjo la guerra de Corea (1950-1953). MASH del novelista estadounidense Richard Hooker es una novela sobre tres médicos militares es un conjunto de comedia negro en Corea durante la guerra; se convirtió en una película y una exitosa serie de televisión. En su "Un mundo vuelto más frío: una evaluación muy breve de la literatura de la guerra de Corea", Pinaki Roy intentó en 2013 proporcionar una descripción crítica de las diferentes publicaciones, principalmente novelas, publicadas sobre la guerra.

## Vietnam y guerras posteriores
Después de la Segunda Guerra Mundial, la guerra que ha atraído a un mayor número de novelistas es la guerra de Vietnam. La novela de Graham Greene The Quiet American fue la primera novela para explorar los orígenes de la guerra de Vietnam en el ambiente colonial francés de la década de 1950. La novela de Tim O'Brien Las cosas que llevaban es un ciclo de viñetas sobre Vietnam que se lee como una novela. El dolor de la guerra de Bao Ninh es un relato conmovedor de la guerra desde la perspectiva vietnamita. A raíz del posmodernismoy la ausencia de guerras igualando la magnitud de las dos guerras mundiales, la mayoría de los novelistas de guerra se han concentrado en cómo la memoria y las ambigüedades del tiempo afectan el significado y la experiencia de la guerra. En su Regeneration Trilogy, la novelista británica Pat Barker reinventa la Primera Guerra Mundial desde una perspectiva contemporánea. Las novelas de Ian McEwan Perros negros y Expiación adoptan un enfoque retrospectivo similar de la Segunda Guerra Mundial, que incluye eventos como la retirada británica de Dunkerque en 1940 y la invasión nazi de Francia. El trabajo de W.G.Sebald, más notablemente Austerlitz, es una investigación posmoderna sobre la lucha de Alemania por reconciliarse con su turbulento pasado.
Algunas novelas contemporáneas enfatizan la acción y la intriga por encima de la profundidad temática. La caza del Octubre Rojo de Tom Clancy es un relato técnicamente detallado del espionaje submarino durante la Guerra Fría, y muchas de las novelas de espías de John le Carré son básicamente novelas de guerra para una época en la que la burocracia reemplaza a menudo al combate abierto. Otra adaptación es la novela cristiana apocalíptica, que se centra en el enfrentamiento final entre las fuerzas universales del bien y el mal. Tim LaHaye es el autor que más se asocia con este género. Muchas novelas de fantasía también utilizan la novela de guerra tradicional como punto de partida para representaciones de guerras ficticias en reinos imaginarios.
La guerra entre Irán e Irak también fue un caso interesante para los novelistas. Los acontecimientos y las memorias de la guerra entre Irán e Irak han dado lugar a novelas de guerra únicas. Noureddin, Son of Iran y One Woman's War: Da (Madre) se encuentran entre las muchas novelas que recuerdan la horrible situación de la guerra. Muchas de estas novelas se basan en las entrevistas realizadas a los participantes y sus memorias.
El mundo literario posterior al 11 de septiembre ha producido pocas novelas de guerra que aborden los acontecimientos actuales de la Guerra contra el terrorismo. Un ejemplo es Chris Cleave 's incendiaria (2005), que llegó a los titulares después de su publicación, por aparecer para anticipar los Atentados del 7 de julio de 2005 en Londres.

### Algunas autores de novelas bélicas
- León Tolstói (Guerra y paz)
- Vasily Grossman (Vida y destino)
- Louis-Ferdinand Céline (Viaje al fin de la noche)
- Francisco Angulo (12company.org - Guerrilla española)
- Michael Shaara ("The Killer Angels" - Gettysburg- Guerra de Secesión)
- Jeff Shaara ("The Rising Tide (book)" - Segunda guerra Mundial)
- Martin Amis (Time's Arrow - Holocausto)
- David Bergen (The Time In Between - Vietnam)
- Elias Canetti (Auto da Fe - Primera Guerra Mundial)
- James Chapman (Glass (Pray the Electrons Back to Sand) - Guerra del Golfo)
- Charles Sheehan-Miles (Prayer at Rumayla: A Novel of the Gulf War - Guerra del Golfo)
- Hugo Claus (Sorrow of Belgium - Primera Guerra Mundial)
- Stuart Cloete (Rags of Glory - Guerra de Sudáfrica)
- F. M. Cutlack (Breaker Morant - Guerra de Sudáfrica)
- E. L. Doctorow (The March - Guerra Civil en Estados Unidos)
- William Faulkner (Soldiers' Pay - Primera Guerra Mundial)
- Sebastian Faulks (Birdsong - Primera Guerra Mundial)
- Frederic Manning (Her Privates We - Primera Guerra Mundial)
- Timothy Findley (The Wars, Famous Last Words (book) - Primera y Segunda Guerra Mundial)
- Ford Madox Ford (Parade's End - Primera Guerra Mundial)
- Charles Frazier (Cold Mountain - Guerra de Secesión)
- Robert Graves (I, Claudius, et al. - Guerras romanas)
- Gustav Hasford (The Short-Timers, The Phantom Blooper - Guerra de Vietnam)
- Walter Dean Myers (Fallen Angels - Guerra de Vietnam)
- Tim O'Brien (Las cosas que llevaban los hombres que lucharon - Guerra de Vietnam)
- Frances Itani (Deafening - Primera Guerra Mundial)
- Ha Jin (War Trash - Guerra de Corea )
- Thomas Keneally (Schindler's Ark - Holocausto)
- William Woodruff (Vessel of Sadness - Segunda Guerra Mundial)
- D. H. Lawrence (Kangaroo - Primera Guerra Mundial)
- Robert Ludlum (The Bourne Identity et al. - Guerra Fría)
- Emilio Lussu (Sardinian Brigade - Primera Guerra Mundial)
- Józef Mackiewicz (The Road to Nowhere - Segunda Guerra Mundial)
- Colin McDougall (Execution - Segunda Guerra Mundial)
- Boris Pasternak (Dr. Zhivago - Revolución rusa)
- Siegfried Sassoon (Memoirs of an Infantry Officer - Primera Guerra Mundial)
- Henryk Sienkiewicz (The Trilogy - Histia de Polonia)
- Kurt Vonnegut (Slaughterhouse Five - Vietnam / Segunda Guerra Mundial)
- Evelyn Waugh (Sword of Honour - Segunda Guerra Mundial)
- J. G. Ballard (Empire of the Sun - Segunda Guerra Mundial)
- Leon Uris (Battle Cry - Segunda Guerra Mundial y Mila 18 - Holocausto)
- Lothar-Guenther Buchheim (Das Boot - Segunda Guerra Mundial)
- Dalton Trumbo (Johnny Got His Gun - Primera Guerra Mundial)
- James Michener (The Bridges at Toko-Ri - Guerra de Corea )
- Sven Hassel (La legión de los condenados - Segunda Guerra Mundial)
- Tom Clancy (Peligro inminente, La caza del Octubre Rojo, etc. - Guerra Fría)
- Alberto Laiseca (Los sorias - Guerra ficticia; La puerta del viento - Guerra de Vietnam)

### Estudios críticos sobre las novelas bélicas
- Beidler, Philip D., American Literature and the Experience of Vietnam (U Georgia Press)
- Bergonzi, Bernard, Heroes’ Twilight: A Study of the Literature of the Great War (Macmillan).
- Buitenhuis, Peter, The Great War of Words: British, American and Canadian Propaganda and Fiction, 1914-1933 (UBC Press).
- Casadei, Alberto, Romanzi di Finisterre: Narrazione della guerra e problemi del realismo, Roma, Carocci, 2000.
- Cobley, Evelyn, Representing War: Form and Ideology in First World War Narratives (U of Toronto Press).
- Cooperman, Stanley, World War I and the American Novel (Johns Hopkins UP).
- Dawes, James, "The Language of War" (Harvard UP).
- Fussell, Paul, The Great War and Modern Memory (Oxford UP), Wartime (Oxford UP).
- Craig, David and Michael Egan. Extreme Situations: Literature and Crisis from the Great War to the Atom Bomb (Macmillan).
- Friedman, Saul S. (Ed.) Holocaust Literature: A Collection of Critical, Historical, and Literary Writings (Greenwood Press)
- Harvey, A.D., A Muse of Fire: Literature, Art and War, London, Hambledon Press, 1998.
- Horowitz, Sara R, Voicing the Void: Muteness and Memory in Holocaust Fiction (SUNY UP). ISBN 0-7914-3130-4
- Isnenghi, Mario, Il mito della grande guerra (Bologna, Il Mulino).
- Madison and Schaefer (Eds.), Encyclopedia of American War Literature (Greenwood Press). ISBN 0-313-30648-6
- Novak, Dagmar, Dubious Glory: The Canadian Novel and the Two World Wars (Peter Lang).
- Rossi, Umberto, Il secolo di fuoco: Introduzione alla letteratura di guerra del Novecento, Roma, Bulzoni, 2008. ISBN 978-88-7870-320-9
- Roy, Pinaki, The Scarlet Critique, New Delhi, Sarup Book Publishers Pvt. Ltd., 2010, ISBN 978-81-7625-991-0
- Wilson, Edmund, Patriotic Gore: Studies in the Literature of the American Civil War (WW Norton).